# Mucuna pluricostata
Mucuna pluricostata är en ärtväxtart som beskrevs av João Barbosa Rodrigues. Mucuna pluricostata ingår i släktet Mucuna och familjen ärtväxter. Inga underarter finns listade i Catalogue of Life.